# Place Auguste Horth
La Place Auguste Horth, plus connue sous le nom de place des Amandiers est une place de Guyane situé dans la ville de Cayenne.